# Jaman South

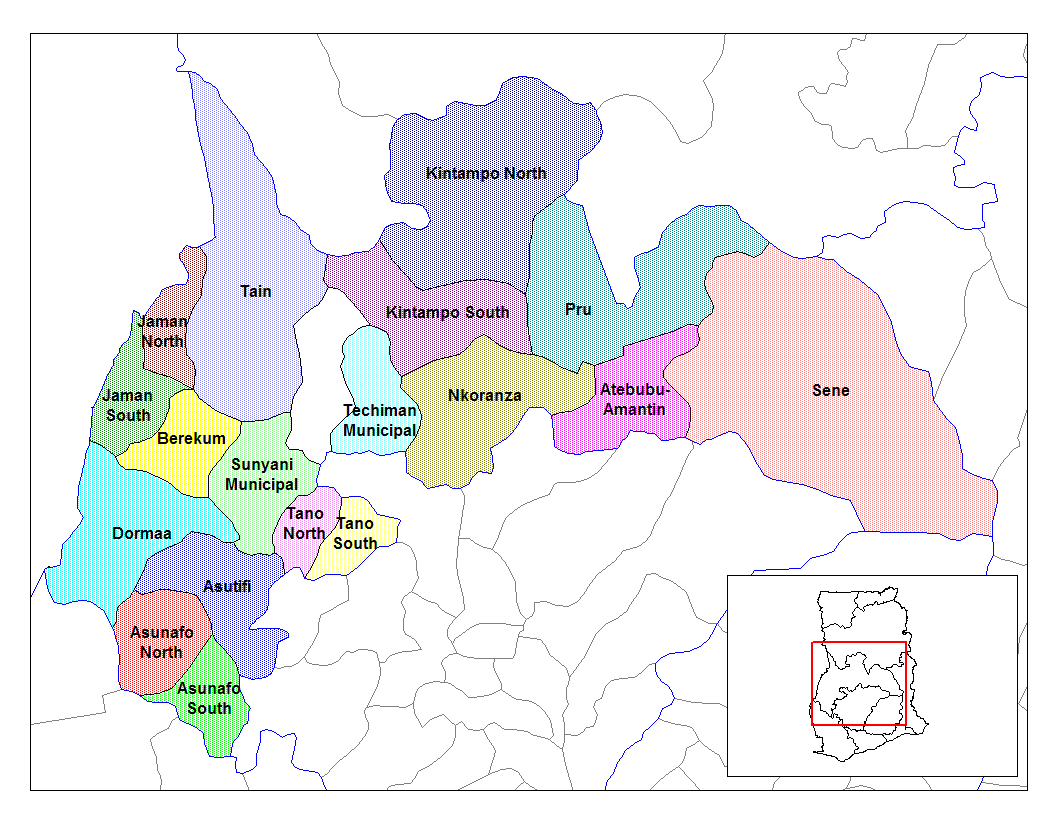
Mapa da região Brong-Ahafo; Jaman South encontra-se no oeste, de cor castanha

Jaman South é um distrito da região Brong-Ahafo, no oeste do Gana, fazendo fronteira com a Costa do Marfim.